# Отранто (Айова)
Отранто (англ. Otranto) — переписна місцевість (CDP) в США, в окрузі Мітчелл штату Айова. Населення — 27 осіб (2010).

## Географія
Отранто розташоване за координатами 43°27′39″ пн. ш. 92°59′10″ зх. д. / 43.46083° пн. ш. 92.98611° зх. д. (43.460867, -92.986160).  За даними Бюро перепису населення США в 2010 році переписна місцевість мала площу 1,13 км², уся площа — суходіл.

## Демографія
Згідно з переписом 2010 року, у переписній місцевості мешкало 27 осіб у 10 домогосподарствах у складі 7 родин. Густота населення становила 24 особи/км².  Було 14 помешкання (12/км²).
Расовий склад населення:
| - 92,6 % — білих |

До двох чи більше рас належало 7,4 %. Частка іспаномовних становила 0,0 % від усіх жителів.
За віковим діапазоном населення розподілялося таким чином: 25,9 % — особи молодші 18 років, 59,3 % — особи у віці 18—64 років, 14,8 % — особи у віці 65 років та старші. Медіана віку мешканця становила 38,3 року. На 100 осіб жіночої статі у переписній місцевості припадало 92,9 чоловіків;  на 100 жінок у віці від 18 років та старших — 100,0 чоловіків також старших 18 років.
Цивільне працевлаштоване населення становило 0 осіб. 